# Barbus foutensis
 Barbus foutensis és una espècie de peix cipriniforme de la família dels ciprínids.

## Morfologia
Els mascles poden assolir els 9 cm de longitud total.

## Distribució geogràfica
Es troba als rius Gàmbia i Níger.